# Замок Пелишор
Замок Пелишор (Castelul Pelişor) — «маленький Пелеш» — является частью того же дворцового комплекса, что и замок Пелеш, расположен в городе Синая в Румынии. Замок был построен в стиле модерн по приказу короля Кароля I в 1899—1903 годах.

## История
Кароль I приказал построить замок Пелишор как летнюю резиденцию для семьи наследника престола — будущего короля Фердинанда I. Фердинанд приходился племянником королю Каролю I, он был сыном его старшего брата Леопольда.
Замок Пелишор был построен чешским архитектором Карелом Лиманом в стиле модерн, мебель и внутреннее убранство спроектированы венским дизайнером Бернардом Людвигом. Жена Фердинанда, принцесса Мария, обладавшая тонким художественным вкусом, принимала деятельное участие в оформлении замка. Она сумела создать свой собственный стиль, сочетая элементы модерна с византийской и кельтской символикой.
В замке Пелишор провели свои детские годы дети Фердинанда и Марии:
- Кароль — будущий король Румынии Кароль II,
- Мария — будущая королева Югославии,
- Елизавета — будущая королева Греции,
- принц Николае.

Королева Мария очень любила этот замок, последние минуты своей жизни она пожелала провести в «Золотой комнате» Пелишора, созданной по её эскизам.
В 1947 году после прихода к власти коммунистов и отречения короля Михая собственность королевской семьи была конфискована, включая и замок Пелишор. В 2006 году румынское правительство объявило о возвращении дворцового комплекса бывшему королю Михаю I. Вскоре после обретения королём своей собственности переговоры между ним и правительством возобновились, и замок Пелеш снова стал национальным достоянием, Пелишор в настоящее время тоже является музеем и открыт для посещений.

## Описание
Замок Пелишор невелик, в отличие от просторного Пелеша, он имеет всего 99 комнат, но он тоже строился как королевская резиденция, его представительская часть — парадный холл, большая столовая — поражают изяществом убранства. Парадный холл имеет высоту в три этажа, большие окна и стеклянный потолок, украшенный витражами, создают впечатление пространства, пронизанного светом. Стены холла украшены дубовыми панелями. Картины, написанные маслом, эскизы и акварели изображают Марию с детьми.
Замок отражает художественные вкусы и стиль королевы Марии. При её участии созданы уникальные интерьеры: «Золотая спальня», «Часовня» и «Золотая комната». Здесь, на позолоченных стенах, изображены листья репейника, напоминающие об эмблеме Шотландии, родине Марии. В коллекции декоративного искусства собраны произведения Галле, братьев Даум, Гоффмана, Тиффани и Гуршнера. «Золотая спальня» обставлена мебелью, созданной по рисункам королевы в мастерских Синаи в 1909 году. Кабинет Марии декорирован брынковянскими колоннами, камином, что типично для румынских интерьеров. Стулья и письменный стол королевы украшены символами Марии — лилией и кельтским крестом.
Кабинет Фердинанда, выдержанный в строгом стиле, напоминает о немецком неоренессансе замка Пелеш. В замке Пелишор находится ценная коллекция декоративного искусства в стиле ар-нуво.